# Armand Gregg
Armand Gregg (1820-1897) foi um jornalista nascido na Alemanha com crenças democráticas. Ele foi membro do Governo Provisório de Baden em 1849. Ele também era da Primeira Internacional e membro do Partido Social-democrata Alemão na década de 1870.